# 경남은행
경남은행(慶南銀行, Kyongnam Bank)은 대한민국의 지방은행이다.

## 역사
1968년 회사 설립을 발기하고 1970년 창립총회를 거쳐 업무를 시작하였으며, 1972년 증권거래소에 상장하였다. 1997년 12월 IMF 구제금융사건의 여파로 국제결제은행 기준 자기자본비율이 미달되자 2000년 12월 부실금융기관으로 지정되어 독자생존 불가 판정을 받았다. 2001년 3월 대형화 및 겸업화를 통한 국제경쟁력 강화를 위하여 예금보험공사가 공적 자금을 투입하여 설립된 우리금융그룹의 자회사로 편입되었다.
2014년 5월 우리금융그룹으로부터 분리되어 KNB금융지주를 설립했으며, 증권거래소에 상장하였다. 2014년 8월 KNB금융지주와 합병하면서 기존 경남은행 법인은 소멸하고 KNB금융지주가 존속하여 새로운 경남은행 법인으로 변경하였고, 2014년 10월 1일 BS금융지주(현 BNK금융그룹)의 자회사로 편입되었다. 2015년 3월 CI와 함께 행명을 BNK경남은행으로 변경하고, 2015년 6월 BNK금융지주가 경남은행의 지분 100%를 인수하여 완전자회사로 편입하면서 법에 따라 상장폐지했다.
2016년 1월부터 롯데ATM에서 부산은행처럼 경남은행의 수수료를 내고 쓸 수 있게 됐으나, 이는 경남은행의 주 영업 구역인 울산광역시와 경상남도 소재 롯데ATM 한정이다.
2023년 11월 30일에는 우정사업본부와 업무 협약을 맺었고, 2024년 4월 24일부터 우체국 ATM을 자행처럼 이용할 수 있게 했다.

## 영업점
2023년 6월 말 기준 153개 영업점이 있다.
울산광역시와 경상남도 외에는 서울특별시, 경기도(성남시, 화성시, 시흥시, 하남시), 대구광역시(달성군), 부산광역시, 경상북도(경주시, 포항시)에서 영업한다.

## 카드업무
1985년 6월 1일부터 카드 업무를 시작하였으며, 비씨카드 회원사다. 체크카드는 마스터카드와 은련만 취급한다.
비씨카드가 아멕스와 업무제휴 계약을 한 이후, 2017년에는 지방은행 최초로 아멕스 신용카드를 출시했다. 현재 비씨카드 회원사들 중에서는 경남은행이 유일하게 아멕스를 발행하고 있다.

### 취급카드
- 비씨카드(취급 중)
  - 비씨 국내전용 / 비씨 비자카드 / 비씨 마스터카드 / 비씨 JCB카드 / 비씨 은련카드 / 비씨 아멕스카드 / 비씨 국민행복카드 / 비씨 아이행복카드

### 경영전략
- 2016 경영전략은 '소매(리테일)금융 선도은행으로의 도약'
- 2015 경영전략은 '지역에 기반한 미래금융 창조'로, 향후 100년 은행 도약을 위한 미래금융 선도 등 중장기 新 선장동력, 수익성 창출에 전행적 역량을 집중할 것으로 보인다.
- 2015 중점 추진 전략: 핵심예금 증대/ 소매금융 활성화/ 자산건전성 확보/ NIM 개선

## 논란
2024년 3,000억원대 부동산 프로젝트파이낸싱(PF) 대출 횡령 사고로 금융위원회로부터 ‘6개월 일부 영업정지’의 중징계를 받았다.

## 갤러리

2010년 8월 2일